# 비아 테크놀로지스
비아 테크놀로지스(VIA Technologies, 중국어: 威盛電子股份有限公司)는 집적 회로, 메인보드 칩셋, CPU, 메모리를 제조하는 타이완 소재의 제조업체이다. 간단히 "비아"라고 줄여 부르기도 한다. 세계에서 가장 큰 독립 메인보드 칩셋 제조업체이다. 팹리스 반도체 기업으로서 비아는 칩셋 개발과 연구를 수행하고 있다.

## 역사
이 기업은 1987년 왕쉐홍(王雪紅, Cher Wang)에 의해 미국 캘리포니아주 프리몬트에 설립되었다. 1992년에 타이완 및 주변 국가 중국에서 성장하는 IT 제조업 기반과의 더 가까운 파트너십을 구축하기 위해 본사를 타이완 타이베이로 옮기기로 결정하였다.

## 제품
1990년대 중반까지 VIA의 사업은 PC 시장을 위한 통합 칩셋에 중점을 두었다. 당시 PC 사용자들 사이에서 VIA는 메인보드(코어 로직) 칩셋으로 가장 잘 알려져 있었다. 그러나 VIA의 제품에는 오디오 컨트롤러, 네트워크/연결 컨트롤러, 저전력 CPU, 심지어 CD/DVD 라이터 칩셋도 포함된다. 그런 다음 ASUS와 같은 PC 및 주변 장치 공급업체는 자체 제품 브랜드에 포함하기 위해 칩셋을 구입했다.
1990년대 후반, VIA는 핵심 로직 사업을 다각화하기 시작했고, 회사는 CPU 사업부, 그래픽 사업부, 사운드 사업부를 구성하는 사업 인수를 단행했다. 실리콘 제조의 발전으로 인해 칩셋의 통합 수준과 기능이 지속적으로 향상됨에 따라 VIA는 코어 로직 시장에서 경쟁력을 유지하기 위해 당시 이러한 부서를 인수했다.
VIA는 사이릭스 및 센타우르 테크놀로지(Centaur Technology) 인수를 통해 여러 x86 호환 CPU를 생산했다. VIA는 자오신(Zhaoxin) 합작 투자를 통해 CPU를 생산한다. 대부분의 CPU는 메인보드에 미리 납땜되어 판매되는 BGA 칩이다. 일부 VIA x86 프로세서에는 문서화되지 않은 대체 명령어 세트도 포함되어 있다.

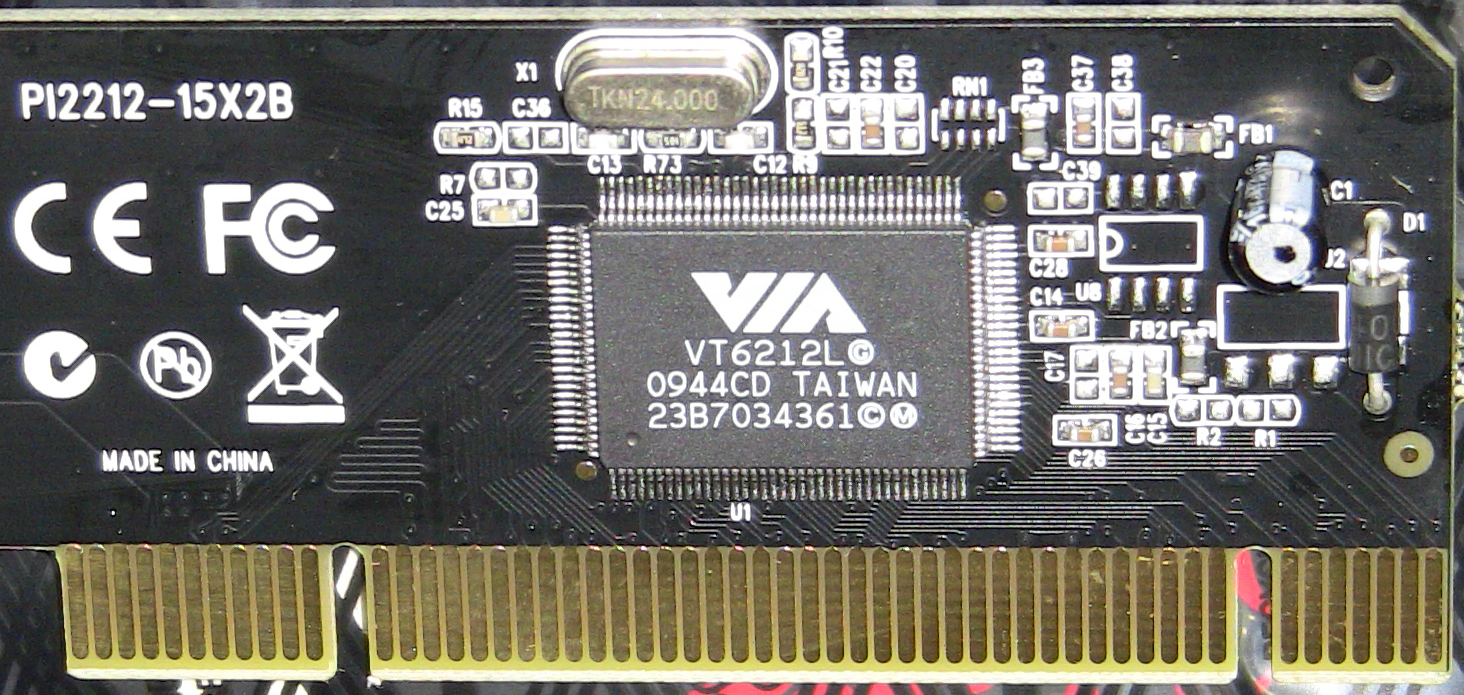
VIA USB PHY
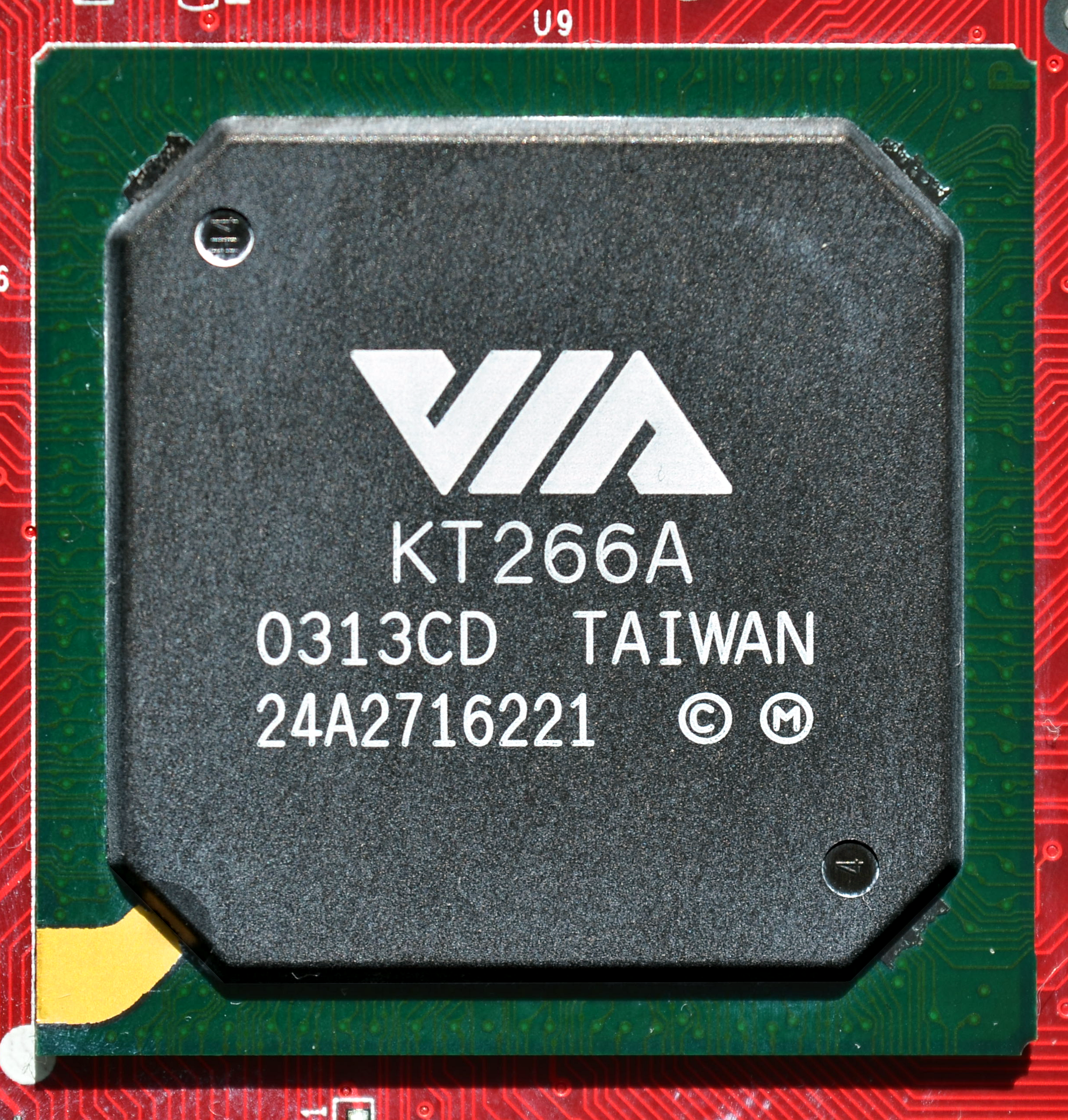
소켓 A용 VIA KT266A 노스브리지
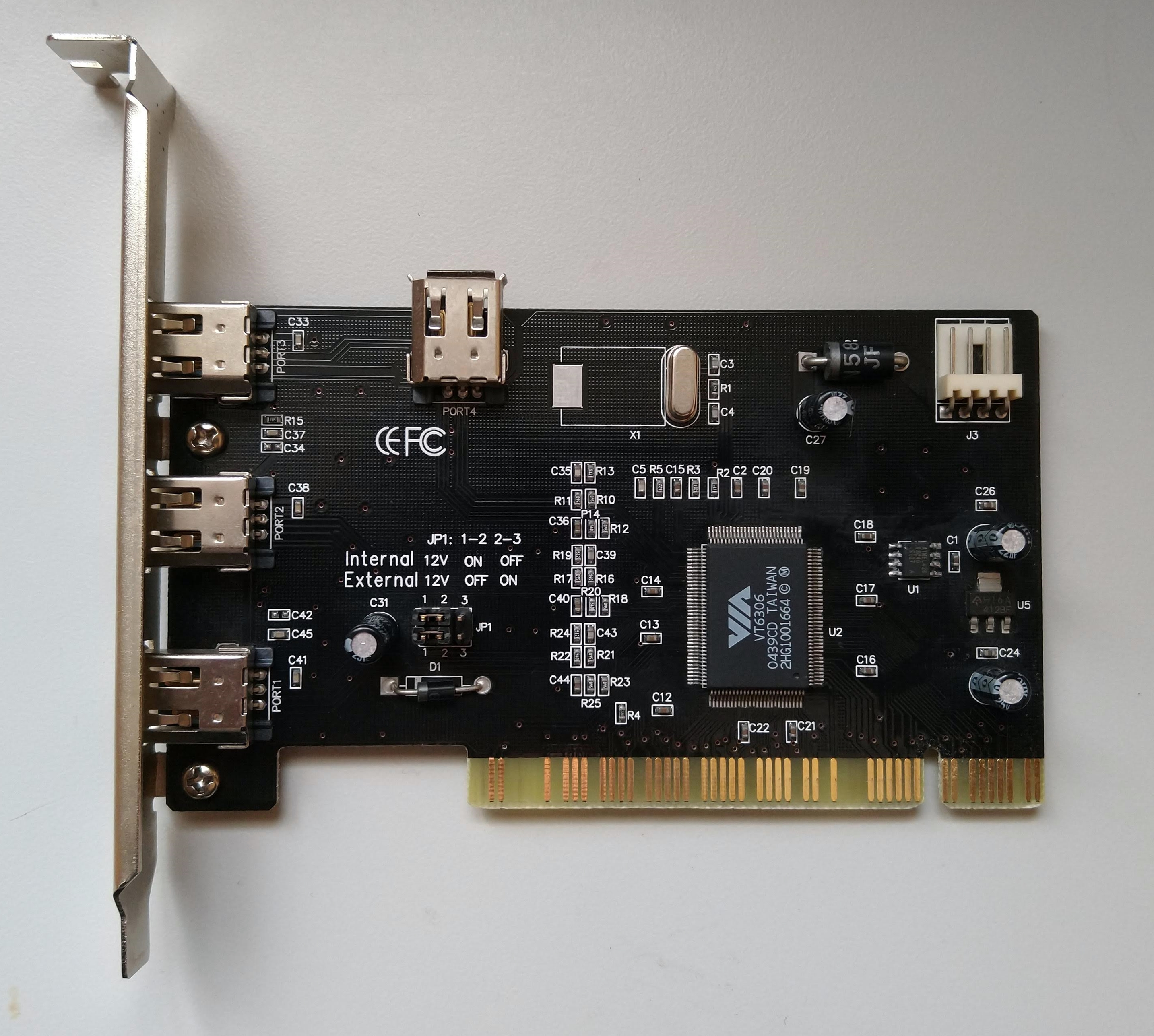
IEEE 1394 FireWire-400 PCI 카드
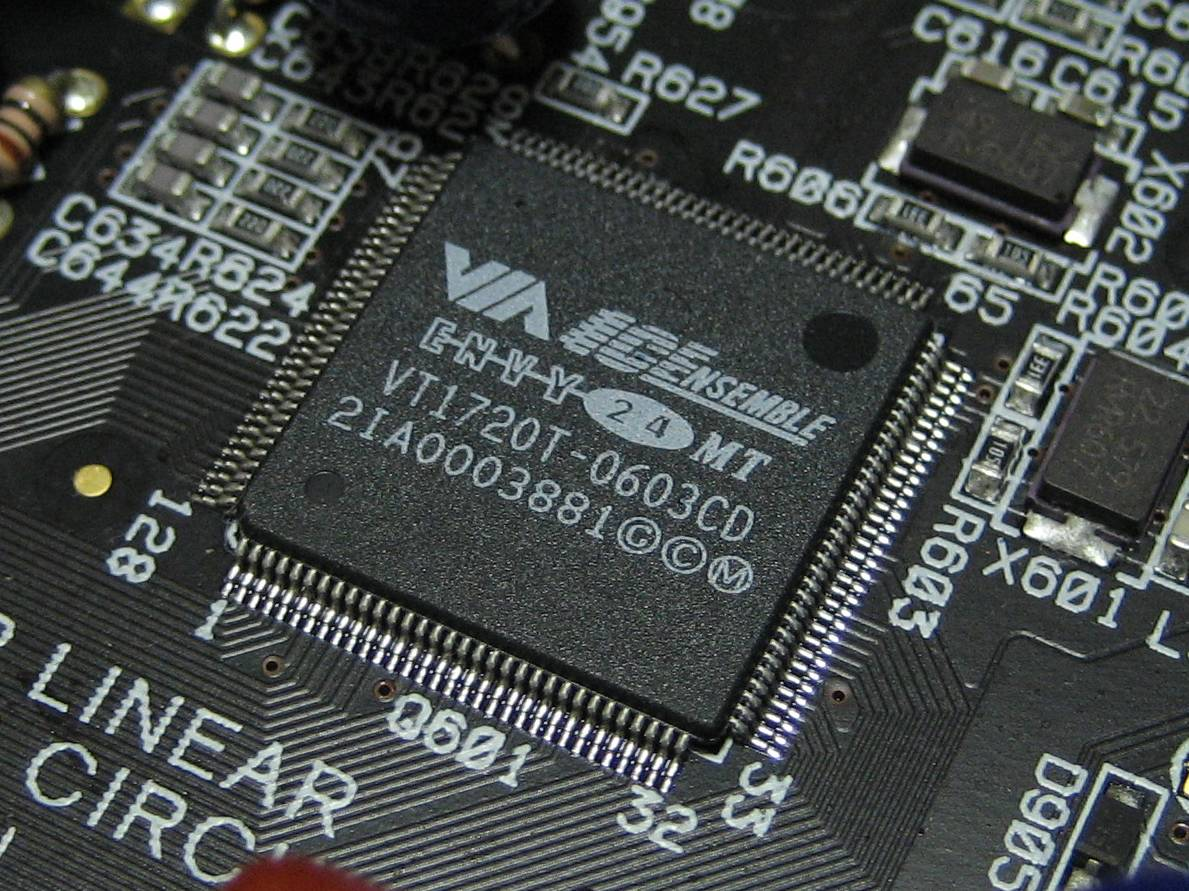
PCI 사운드 카드의 VIA Vinyl Audio Envy24MT 칩

## 같이 보기
- 대만의 기업 목록
- Mini-ITX
- Nano-ITX
- 비아 칩셋
- 나노북
- 비아코
- 넷북